# Sozomenos
Hermiasz Sozomen, Sozomenos (gr. Σωζομενός ur. ok. 400 - zm. ok. 450) – historyk Kościoła starożytnego.
Jego największym dziełem jest 9-tomowa Historia kościelna napisana w latach 40. V wieku. Obejmuje ona lata 324–439 i napisana była na podstawie informacji zebranych przez Sozomenosa, uzupełnionych informacjami pochodzącymi z dzieł Rufina i Sokratesa Scholastyka.
W swoim dziele wiele miejsca poświęcił chrystianizacji Arabów, jak również ich pochodzeniu i historii.